# Berkley Books
Berkley Books este o marcă înregistrată a Penguin Group care a debutat ca o companie independentă în 1955. A fost întemeiată de Charles Byrne și Frederick Klein, care au lucrat pentru editura Avon și au format "Chic News Company". Apoi au redenumit compania ca Berkley Publishing Co. în 1955. În curând au descoperit o nișă în lucrările de science fiction. În 1965 editura a fost cumpărată de către G. P. Putnam's Sons.
În 1982, Putnam a cumpărat Grosset & Dunlap și Playboy Press, iar listele de cărți Ace și Playboy au fost adăugate siglei Berkley.  
Penguin Group a cumpărat Putnam în 1996. Penguin s-a unit cu Random House în 2013 și a format Penguin Random House. Astăzi, Berkley este parte a grupului PRH's Penguin Adult. În 2015, grupul înfrățit  New American Library s-a unit cu Berkley.
În decembrie 2008, Berkley a anulat publicarea Memoriului despre Holocaust al lui Herman Rosenblat, intitulat Angel at the Fence, când a fost descoperit că evenimentele centrale ale cărții erau neadevărate.

## Autori
A publicat autori importanți ca:
- Dale Brown[4]
- Tom Clancy
- Patricia Cornwell
- Clive Cussler
- Mark Greaney
- Frank Herbert
- Dean Koontz
- Vladimir Nabokov
- Nora Roberts
- John Varley
- Peter Vronsky

## Coperți de cărți

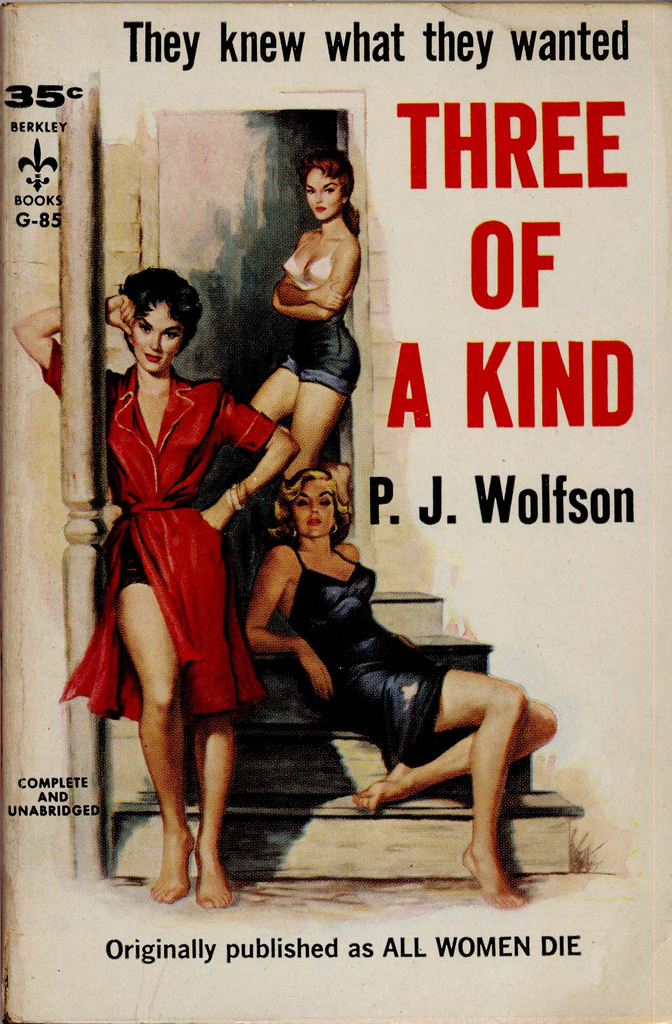
Three of a Kind, P. J. Wolfson 1957
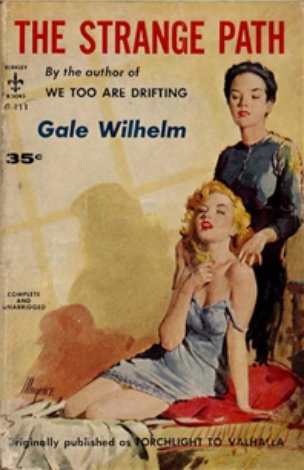
The Strange Path, Gale Wilhelm 1958
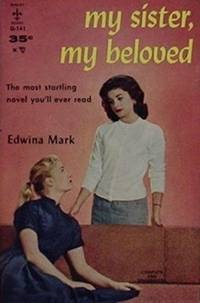
My Sister, My Beloved, Edwina Mark 1958
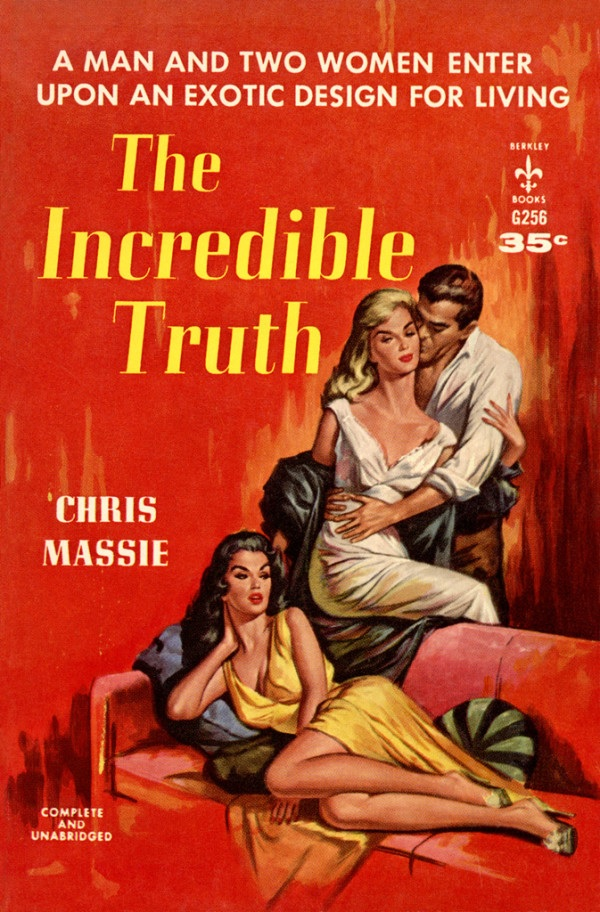
The Incredible Truth, Chris Massie 1959

## Vezi și
- Listă de edituri de științifico-fantastic